# Carl Vilhelm Hartman
Carl Vilhelm Hartman (Örebro, Suecia; 19 de agosto de 1862-Estocolmo, 19 de junio de 1941) fue un botánico, curador, y antropólogo sueco.

## Biografía
Vilhelm Hartman nació en Örebro, Suecia. A lo largo de su carrera científica, Hartman se cambió de su preparación inicial y decantación como botánico a la Antropología, una disciplina nueva que estaba emergiendo a finales del siglo XIX.
Al principio de su carrera, Vilhelm Hartman estudió Botánica y siguió los pasos de su padre un botánico sueco de fama. Durante 1880, estuvo trabajando en "Botánica aplicada" para la "Academia Sueca de Agricultura", y tras ser galardonado y becado por la Academia, pasó cinco años visitando jardines botánicos en la Europa occidental.
Su carrera dio un gran giro en 1890 cuando fue seleccionado como botánico, para la expedición que organizó el etnógrafo y explorador noruego Carl Lumholtz. Con la financiación del "American Museum of Natural History", Lumholtz condujo la expedición que duró tres años a las montañas de la Sierra Madre al Noroeste de México, con el objeto de estudiar a los indígenas de la región. Uno de los trabajos de Vilhelm Hartman consistía en la documentación y en el estudio de las plantas que los indígenas utilizaban para sus curaciones. Al finalizar la expedición en 1893, Vilhelm Hartman acompañó a Lumholtz a la Exhibición Colombina en Chicago desarrollando y organizando la exhibición en el departamento Antropológico.
A su vuelta a Suecia en 1893, Vilhelm Hartman ocupó un puesto en el Jardín Botánico de Estocolmo, sin embargo su interés por la Antropología seguía en aumento. En 1894, presentó un trabajo antropológico, The Indians of north-western Mexico, en el X Congreso Internacional de Americanistas en Estocolmo.
Desde 1896 a 1898, dirigió su propia expedición antropológica por Centroamérica. "Åke Sjögren", un ingeniero de minas sueco que babía pasado unos años en Costa Rica, fue quien organizó y financió esta expedición. Este viaje supuso hacer investigaciones en Costa Rica, El Salvador, y Guatemala, en áreas del conocimiento, tales como arqueología, etnología, lingüística y antropometría (Antropología física). Al finalizar la expedición Vilhelm Hartman se pasó seis meses visitando los mayores museos de los Estados Unidos de América.
Habiendo establecido su valía como antropólogo, obtuvo su primer empleo como director-conservador de un museo. A su vuelta a Estocolmo, fue nombrado asistente de Hjalmar Stolpe, Director de la Sección Etnográfica del "Naturhistoriska Riksmuseet" (Museo de Historia Natural). Su trabajo de antropología de fue influenciado por los métodos de trabajo de su mentor Stolpe, los que incorporó en su propio trabajo de campo. Escribió su mayor monografía sobre Costa Rica en 1901 titulado "Archaeological Researches in Costa Rica".
En 1902, asistió al "13th International Congress of Americanists" en la ciudad de Nueva York. Mientras estuvo aquí estuvo tanteando posibilidades de trabajar en Estados Unidos en alguna institución relacionada con la Antropología. A finales de enero de 1903, inició correspondencia con W.J. Holland, Director del Carnegie Museum, solicitando empleo. Al mes se le había ofrecido empleo como director-conservador de la Sección de Etnología y Arqueología del museo. El 17 de marzo estaba trabajando y casi inmediatamente había organizado una expedición de seis meses a Costa Rica. A su vuelta a Pittsburgh, asistió a un gran número de conferencias donde expuso sus descubrimientos.
En 1905, murió Hjalmar Stolpe y Hartman volvió a Suecia en 1908 para ocupar el puesto de su mentor como Director de la Sección Etnográfica en el "Naturhistoriska Rikmuseet". Estuvo en este puesto hasta 1923, cuando renunció por razones de salud. Murió en Estocolmo el 19 de junio de 1941.
Tuvo como especialidad en Botánica a las espermatófitas. Fue un reconocido recolector de especímenes de plantas para herbario en la primera etapa de su carrera científica.

## Algunas publicaciones
- carl v. Hartman. 1910. Le calebassier de l'Amérique tropicale

- --------------------. 1909a. Some features of Costa Rican archeology. Editor A. Hartleben's Verl. 5 pp.

- --------------------. 1909b. Indianer. Editor Nordisk familjeboks tryckeri, 8 pp.

- --------------------. 1907. Mythology of the Aztecs of Salvador. Edición reimpresa. 8 pp.

- --------------------. 1906. Die Baumkalebasse im tropischen Amerika, ein Beitrag zur Ethnobotanik

### Libros
- carl v. Hartman. 1991. Arqueología costarricense: textos publicados y diarios inéditos. Edición ilustrada de Editorial de la Universidad de Costa Rica, 133 pp.

- alfred cort Haddon, eduard Seler, carl vilhelm Hartman. 1911a. Vetenskapen om människan. Editor P.A. Nordstedt & söner, 52 pp.

- carl v. Hartman. 1911b. Kalebassträdet i tropiska Amerika: etno-botaniskt bidrag. Editor Almqvist & Wiksells boktryckeri A.-b. 272 pp.

- --------------------, alfred cort Haddon, eduard Seler. 1911. "Vetenskapen om människan". Editor Cederquists grafiska aktiebolag (i kommission), 52 pp.

- --------------------. 1909. "The photographone". Editor A. Hartleben's Verlag, 568 pp.

- --------------------. 1907a. "Archeological Researches on the Pacific coast of Costa Rica". Volumen 1 y 3 de Memoirs of the Carnegie Museum; y volumen 47 de Publications of the Carnegie Museum. Editor	Carnegie Inst. 188 pp.

- --------------------. 1907b. The Alligator as a plastic decorative motive in Costa Rican pottery. Editor New Era Pr. Comp. 10 pp.

- --------------------. 1901a. "Archaeological Researches in Costa Rica". 195 pp.

- --------------------, hjalmar Stolpe. 1901b. Archaeological researches in Costa Rica. Colaboró J. Cederquist. Editor J. Haggström, 195 pp.

- --------------------. 1901c. Etnografiska undersökningar öfver aztekerna i Salvador. Editor Centraltryckeriet, 48 pp.

- --------------------. 1901d. Arkeologiska undersökningar på Costa Ricas ostkust. Volumen 1 y 1902 de Svenska sällskapet för antropologi och geografi. Editor Centraltryckeriet, 37 pp.

## Epónimos
- (Agavaceae) Agave hartmanii S.Watson[1]
- (Amaranthaceae) Iresine hartmanii Uline[2]
- (Anacardiaceae) Rhus hartmanii F.A.Barkley[3]
- (Asteraceae) Jurinea hartmanii Beauverd[4]
- (Asteraceae) Psilostrophe hartmanii Rydb.[5]